# Echymipera clara
Echymipera clara — вид сумчастих ссавців із родини бандикутових.

## Таксономічні примітки
Оригінальна назва при опису: Echimypera clara Stein, 1932.

## Морфологічна характеристика
Довжина тіла від 27 до 41 см, хвіст від 8 до 10.5 см, вага від 820 до 1700 грамів. Спостерігається сильний статевий диморфізм — самці можуть бути приблизно на 50 % важчими за самиць. Волосяний покрив зверху темний, без візерунка. Підошви задніх лап чорні. У деяких екземплярів губи й волосся безпосередньо поряд білі.

## Ареал
Цей вид проживає в низовинах північно-центральної Нової Гвінеї (Індонезія та Папуа Нова Гвінея) і на острові Япен (Індонезія). Діапазон висот — 0–1700 метрів над рівнем моря. Населяє низинні й нижньогірські тропічні вологі ліси. Також іноді трапляється в сільських садах та інших порушених районах.

## Спосіб життя
Це високоплідний вид.

## Загрози й охорона
Для цього виду немає серйозної загрози, проте місцеві жителі активно полюють на нього для їжі. Вид присутній у кількох заповідних територіях.